# Ivorische Fußballnationalmannschaft
Die ivorische Fußballnationalmannschaft ist die Fußball-Landesauswahl der Elfenbeinküste (Côte d’Ivoire). Die größten Erfolge bei internationalen Turnieren waren der Gewinn der afrikanischen Kontinentalmeisterschaft 1992, 2015 und 2024 sowie die Qualifikationen zu den Endrunden der Fußball-Weltmeisterschaften 2006, 2010 und 2014.

## Geschichte
Am 13. April 1960 trug die Elfenbeinküste erstmals ein Länderspiel aus. Gegen Dahomey konnte man mit 3:2 zugleich den ersten Sieg feiern. Bis einschließlich 1970 meldete sich das Team nie für die Qualifikation zur Weltmeisterschaft. Erstmals teilnehmen wollte man 1974, verpasste es aber sich zu qualifizieren. Auch in den folgenden sieben WM-Wettbewerben war die Teilnahme nicht zu erreichen. Bereits 1992 nahm der Verband am König-Fahd-Pokal 1992, dem Vorgänger-Cup des Konföderationen-Pokals, teil. Neben der Elfenbeinküste waren drei weitere Nationen im Turnier. Im Halbfinale traf die Mannschaft auf Argentinien und musste sich mit 0:4 geschlagen geben. Drei Tage später, am 19. Oktober 1992, setzte es im Spiel um Platz drei eine erneute Schlappe beim 2:5 gegen die USA. Die beiden Torschützen aus ivorischer Sicht waren Abdoulaye Traoré zum zwischenzeitlichen Ausgleich sowie Donald-Olivier Sié, der auf 2:4 verkürzen konnte. Grund für die damalige Teilnahme war der erstmalige Gewinn des Afrika-Cups.

### Afrika-Cup 1992
Nach drei dritten Plätzen 1965, 1968 und 1984 und der insgesamt achten Teilnahme am Afrika-Cup konnte das ivorische Team 1992 das Turnier gewinnen. In der Gruppe C der Vorrunde setzte man sich gegen Algerien und die Republik Kongo als Tabellenerster durch. Nach weiteren Siegen im Viertelfinale gegen Sambias Auswahl und den Kickern aus Kamerun zog die Mannschaft ins Finale ein, wo man auf Ghana treffen sollte. Nachdem es nach 90 Minuten und Verlängerung unentschieden (0:0) stand, musste in Dakar das Elfmeterschießen entscheiden. Nachdem beim Stand von 4:3 der Ghanaer Isaac Asare verschoss, konnte Joël Tiéhi alles entscheiden, scheiterte aber auch. Erst bei einem Ergebnis von 11:10 und dem zweiten Elfer von Anthony Baffoe (alle anderen Spieler hatten schon geschossen), vergab dieser und machte somit die Elfenbeinküste zum Sieger.

### Weltmeisterschaft 2006
In der Afrika-Gruppe 3 kämpfte die Elfenbeinküste zwischen Juni 2004 und Oktober 2005 um die Fußball-Weltmeisterschaft 2006/Qualifikation zur WM 2006. Mit Ägypten und Kamerun waren zwei Favoriten in der gleichen Gruppe. Mit sieben Siegen und einem Unentschieden in zehn Spielen erspielte sich das Team 22 Punkte und hatte damit einen mehr als Kamerun. Diesen Erfolg machte man erst am letzten Spieltag fix, als zur selben Zeit die kamerunische Auswahl nicht über ein 1:1 gegen Ägypten hinaus kam und somit die Spitzenposition verlor.
In ihrem ersten WM-Spiel verlor die Mannschaft mit 1:2 gegen Argentinien. Das erste Tor für die Elfenbeinküste, den Anschlusstreffer zum 1:2, schoss Didier Drogba. Das zweite Spiel verlor sie ebenfalls 1:2 gegen die Niederlande (Torschütze: Bakari Koné). Somit schieden die Ivorer bei ihrer ersten WM-Teilnahme gegen ebenfalls starke Gegner knapp, nach der Vorrunde aus. Im dritten Vorrundenspiel trafen sie in München auf die bereits ebenfalls zuvor ausgeschiedene Auswahl von Serbien & Montenegro und waren damit deren letzter Gegner. Dieses Spiel gewannen sie, nach einem 0:2-Rückstand mit 3:2, nach 2 Elfmetern und einem Tor in der Nachspielzeit der zweiten Halbzeit.

### Afrika-Cup 2010
Beim Afrika-Cup 2010 startete die Elfenbeinküste mit einem 0:0 gegen das schwächer eingestufte Burkina Faso, konnte sich dann aber im zweiten Gruppenspiel gegen Ghana steigern und mit 3:1 den Einzug ins Viertelfinale perfekt machen. Das letzte Gruppenspiel gegen Togo fiel aus, da sich die Mannschaft von Togo nach einem Attentat auf den Mannschaftsbus vom Turnier zurückgezogen hatte. Im Viertelfinale gegen Algerien ging die Mannschaft früh in Führung, musste aber in der 40. Minute den Ausgleich hinnehmen. Als in der 89. Minute die erneute Führung gelang, schien der Halbfinaleinzug sicher, aber in der Nachspielzeit gelang den Nordafrikanern noch der Ausgleich, der die Verlängerung bedeutete. In dieser ging Algerien früh in Führung und konnte diese bis zum Schluss verteidigen. Das Ausscheiden bedeutete ein Abrutschen von sechs Plätzen in der FIFA-Weltrangliste.

### Afrika-Cup 2012
Beim Afrika-Cup 2012 erreichte die Elfenbeinküste mit fünf Siegen und ohne Gegentor das Finale gegen Sambia. Auch dort musste die Mannschaft kein Gegentor hinnehmen, konnte aber in 120 Minuten auch kein Tor erzielen, so dass das Elfmeterschießen entscheiden musste. Dieses verlor die Elfenbeinküste mit 7:8.

## Rekordspieler
(Stand: 24. März 2025)
| Rekordspieler | Rekordspieler    | Rekordspieler      | Rekordspieler        | Rekordspieler |
| Spiele        | Spieler          | Position           | Zeitraum             | Tore          |
| ------------- | ---------------- | ------------------ | -------------------- | ------------- |
| 123           | Didier Zokora    | Mittelfeld         | 2000–2014            | 1             |
| 120           | Kolo Touré       | Abwehr             | 2000–2015            | 7             |
| 110           | Max Gradel       | Mittelfeld/Angriff | 2011–                | 18            |
| 105           | Didier Drogba    | Angriff            | 2002–2014            | 65            |
| 101           | Yaya Touré       | Mittelfeld         | 2004–2015            | 19            |
| 100           | Siaka Tiéné      | Abwehr             | 2000–2015            | 2             |
| 96            | Salomon Kalou    | Angriff            | 2007–2017            | 27            |
| 91            | Serge Aurier     | Abwehr             | 2013–                | 4             |
| 90            | Abdoulaye Traoré | Angriff            | 1986–1996            | 49            |
| 88            | Arthur Boka      | Abwehr             | 2004–2015            | 1             |
| 88            | Franck Kessié    | Mittelfeld         | 2014–                | 13            |
| 86            | Boubacar Barry   | Tor                | 2000–2015            | 0             |
| 86            | Gervinho         | Angriff            | 2007–2017, 2020–2021 | 23            |

| Rekordtorschützen | Rekordtorschützen | Rekordtorschützen | Rekordtorschützen |
| Tore              | Spieler           | Zeitraum          | Spiele            |
| ----------------- | ----------------- | ----------------- | ----------------- |
| 65                | Didier Drogba     | 2002–2014         | 105               |
| 49                | Abdoulaye Traoré  | 1986–1996         | 90                |
| 28                | Joël Tiéhi        | 1987–1990         | 50                |
| 27                | Salomon Kalou     | 2007–2017         | 96                |
| 23                | Gervinho          | 2007–2017         | 86                |
| 22                | Ibrahima Bakayoko | 1996–2002         | 39                |
| 21                | Laurent Pokou     | 1967–1980         | 30                |
| 19                | Yaya Touré        | 2004–2015         | 101               |
| 18                | Aruna Dindane     | 2000–2010         | 62                |
| 18                | Max Gradel        | 2011–             | 110               |
| 17                | Wilfried Bony     | 2010–2019         | 58                |
| 13                | Franck Kessié     | 2014–             | 88                |

- Quelle: Ivory Coast – Record International Players (zuletzt aktualisiert am 9. Januar 2025)

## Weitere bekannte Spieler
- Bonaventure Kalou, WM-Teilnehmer 2006, Karriereende 2010 beim SC Heerenveen
- Laurent Pokou, ehemaliger Afrika-Cup-Rekordtorschütze (2008 von Samuel Eto’o abgelöst), aktiv in den 60er und 70er Jahren
- Yousouf Falikou Fofana, spielte in den 1990er Jahren u. a. für den AS Monaco, bekam dort den Spitznamen „The Black Diamond of Monaco“.
- Jean-Jacques Tizié, WM-Teilnehmer 2006, Karriereende 2008 bei Africa Sports National
- Cyril Domoraud, WM-Teilnehmer 2006, 49 Länderspiele und Profistationen wie Inter Mailand, AS Monaco und Olympique Marseille, Karriereende 2008 bei Africa Sports National

## Ehemalige Trainer
- Alphonse Bissouma Tapé (1965–1966)
- Paul Gévaudan (1967–1968)
- Peter Schnittger (1968–1969)
- Santa Rosa (1972–1975)
- Duque (1972–1973)
- Gérard Gabo (1974–1980)
- Otto Pfister (1982–1985)
- Duque (1983–1984)
- Pancho Gonzalès (1986–1987)
- Antônio Lopes (1987–1988)
- Yéo Martial (1988)
- Radivoje Ognjanović (1989–1992)
- Yéo Martial (1992)
- Philippe Troussier (1992–1993)
- Henryk Kasperczak (1993–1994)
- Pierre Pleimelding (1994–1996)
- Robert Nouzaret (1996–1998)
- Jean-Marc Guillou (1999–2000)
- Martin Gbonke (1999–2000)
- Patrick Parizon (2000)
- Lama Bamba (2001–2002)
- Robert Nouzaret (2002–2004)
- Henri Michel (2004–2006)
- Uli Stielike (2006–2008)
- Gérard Gili (2008) Interim,
- Uli Stielike (2008) Interim,
- Vahid Halilhodžić (2008–2010)
- Sven-Göran Eriksson (2010)
- François Zahoui (2010–2012)
- Sabri Lamouchi (2012–2014)
- Hervé Renard (2014–2015)
- Michel Dussuyer (2015–2017)
- Ibrahima Kamara (2017) Interim
- Marc Wilmots (2017)
- Ibrahima Kamara (2018–2020)
- Patrice Beaumelle (2020–2022)
- Jean-Louis Gasset (2022–2024)
- Emerse Faé (seit 2024)

## Teilnahmen an großen Turnieren

### Teilnahme an Fußball-Weltmeisterschaften
| Jahr | Gastgeberland  | Teilnahme bis …    | Letzte(r) Gegner                                 | Ergebnis | Trainer             | Bemerkungen und Besonderheiten |
| ---- | -------------- | ------------------ | ------------------------------------------------ | -------- | ------------------- | --- |
| 1962 | Chile          | nicht teilgenommen |                                                  |          |                     | |
| 1966 | England        | nicht teilgenommen |                                                  |          |                     | |
| 1970 | Mexiko         | nicht teilgenommen |                                                  |          |                     | |
| 1974 | Deutschland    | nicht qualifiziert |                                                  |          |                     | In der Qualifikation in der 3. Runde an Marokko gescheitert, das sich aber ebenfalls nicht qualifizieren konnte.                          |
| 1978 | Argentinien    | nicht qualifiziert |                                                  |          |                     | In der Qualifikation in der 3. Runde an Nigeria gescheitert, das sich aber ebenfalls nicht qualifizieren konnte.                          |
| 1982 | Spanien        | nicht teilgenommen |                                                  |          |                     | |
| 1986 | Mexiko         | nicht qualifiziert |                                                  |          |                     | In der Qualifikation im Viertelfinale an Ghana gescheitert, das sich aber ebenfalls nicht qualifizieren konnte.                           |
| 1990 | Italien        | nicht qualifiziert |                                                  |          |                     | In der Qualifikation in der 2. Runde an Algerien gescheitert, das sich aber ebenfalls nicht qualifizieren konnte.                         |
| 1994 | USA            | nicht qualifiziert |                                                  |          |                     | In der Qualifikation in der 2. Runde erneut an Nigeria gescheitert.                                                                       |
| 1998 | Frankreich     | nicht qualifiziert |                                                  |          |                     | In der Qualifikation in der 1. Runde erneut an der Republik Kongo gescheitert, die sich aber ebenfalls nicht qualifizieren konnte.        |
| 2002 | Südkorea/Japan | nicht qualifiziert |                                                  |          |                     | In der Qualifikation in der 2. Runde an Tunesien gescheitert.                                                                             |
| 2006 | Deutschland    | Vorrunde           | Argentinien, Niederlande, Serbien und Montenegro | 19.      | Henri Michel        | Nach Niederlagen gegen Argentinien und die Niederlande und einem Sieg gegen Serbien und Montenegro als Gruppendritter ausgeschieden.      |
| 2010 | Südafrika      | Vorrunde           | Portugal, Brasilien, Nordkorea                   | 17.      | Sven-Göran Eriksson | Nach Remis gegen Portugal, Niederlage gegen Brasilien und Sieg gegen Nordkorea als Gruppendritter ausgeschieden.                          |
| 2014 | Brasilien      | Vorrunde           | Japan, Kolumbien, Griechenland                   | 21.      | Sabri Lamouchi      | Vorrundenaus durch ein Elfmetertor in der Nachspielzeit.                                                                                  |
| 2018 | Russland       | nicht qualifiziert |                                                  |          |                     | In der zweiten Qualifikationsrunde durch zwei Siege gegen Liberia erfolgreich und die dritte Runde erreicht. Dort an Marokko gescheitert. |
| 2022 | Katar          | nicht qualifiziert |                                                  |          |                     | In der zweiten Qualifikationsrunde an Kamerun gescheitert.                                                                                |

### Teilnahmen am Afrika-Cup
| 1962 bis 1963                      | nicht teilgenommen |
| 1965 in Tunesien                   | 3. Platz           |
| 1968 in Äthiopien                  | 3. Platz           |
| 1970 im Sudan                      | 4. Platz           |
| 1972 in Kamerun                    | nicht qualifiziert |
| 1974 in Ägypten                    | Vorrunde           |
| 1976 in Äthiopien                  | nicht qualifiziert |
| 1978 in Ghana                      | disqualifiziert    |
| 1980 in Nigeria                    | Vorrunde           |
| 1982 in Libyen                     | nicht qualifiziert |
| 1984 in der Elfenbeinküste         | Vorrunde           |
| 1986 in Ägypten                    | 3. Platz           |
| 1988 in Marokko                    | Vorrunde           |
| 1990 in Algerien                   | Vorrunde           |
| 1992 im Senegal                    | Afrikameister      |
| 1994 in Tunesien                   | 3. Platz           |
| 1996 in Südafrika                  | Vorrunde           |
| 1998 in Burkina Faso               | Viertelfinale      |
| 2000 in Ghana und Nigeria          | Vorrunde           |
| 2002 in Mali                       | Vorrunde           |
| 2004 in Tunesien                   | nicht qualifiziert |
| 2006 in Ägypten                    | 2. Platz           |
| 2008 in Ghana                      | 4. Platz           |
| 2010 in Angola                     | Viertelfinale      |
| 2012 in Gabun und Äquatorialguinea | 2. Platz           |
| 2013 in Südafrika                  | Viertelfinale      |
| 2015 in Äquatorialguinea           | Afrikameister      |
| 2017 in Gabun                      | Vorrunde           |
| 2019 in Ägypten                    | Viertelfinale      |
| 2022 in Kamerun                    | Achtelfinale       |
| 2024 in der Elfenbeinküste         | Afrikameister      |
| 2025 in Marokko                    | qualifiziert       |

### Afrikanische Nationenmeisterschaft
- 2009: Vorrunde (Gastgeber)
- 2011: Vorrunde
- 2014: nicht qualifiziert
- 2016: 3: Platz
- 2018: Vorrunde
- 2021: nicht qualifiziert
- 2023: qualifiziert

## Spiele gegen deutschsprachige Mannschaften
|    | Datum      | Ort           | Heimmannschaft | Resultat | Gastmannschaft |
| -- | ---------- | ------------- | -------------- | -------- | -------------- |
| 1. | 02.12.1983 | Abidjan       | Elfenbeinküste | 2:0      | Schweiz        |
| 2. | 27.05.2006 | Basel         | Schweiz        | 1:1      | Elfenbeinküste |
| 3. | 17.10.2007 | Innsbruck     | Österreich     | 3:2      | Elfenbeinküste |
| 4. | 18.11.2009 | Gelsenkirchen | Deutschland    | 2:2      | Elfenbeinküste |
| 5. | 14.11.2012 | Linz          | Österreich     | 0:3      | Elfenbeinküste |